# 渕岡友美
渕岡 友美（ふちおか ゆみ、1979年5月5日 - ）は、日本の気象予報士。元NHK契約キャスター。南気象予報士事務所所属。

## 人物・来歴
神奈川県横浜市出身で、幼少期はシンガポール、オーストラリアで過ごす。
慶應義塾湘南藤沢中等部・高等部、慶應義塾大学総合政策学部卒業後、出版社勤務を経て2004年にNHK契約キャスターとなる。NHK前橋放送局と首都圏放送センターに籍を置き、関東広域圏ローカルの番組でリポーターを務めた。
2007年気象予報士試験に合格し、番組出演契約に移行。翌2008年、元ウェザーニューズの関嶋梢らとともに株式会社ウイングに移籍。『NHKニュースおはよう日本』に橋詰尚子の後任としてレギュラー出演した。NPO法人気象キャスターネットワークにも参加。
2009年版および2010年版のNHK気象予報士カレンダーにも登場。
2011年9月末、一般男性と結婚し『NHKニュースおはよう日本』を勇退。夫の転勤によりチリへ移住することを明らかにし、2011年11月中旬から2016年までサンティアゴに在住。2024年12月時点、双子含む小学生3人の子育て中。
放送媒体出演において、話に駄洒落を挟む事が多い。ラジオ深夜便において海外リポーターを務める様になった頃からみられる様になった。
2022年5月より黒木愛子の産休代理として出演したマイあさ!においても、荒天時を除いて駄洒落を交えた天気解説を連発、キャスター畠山智之等に批評される場面が多くみられた。

## 現在の担当番組
- 関東甲信越地方の気象情報（R1、金曜11:50台、12:55台）
- おはよう日本（2024年12月5日 - （水[8]・木・金）：全国、関東甲信越の気象情報[2]）

## 過去の担当番組
- こんにちはいっと6けん（前橋局）キャスター（契約）
- 首都圏ネットワーク（前橋局）キャスター（契約）
- ゆうどきネットワーク（首都圏センター）リポーター（2007年4月-2008年3月）[2]
- NHKニュースおはよう日本 気象キャスター

（2008年3月31日 - 2011年9月30日（月 - 金）：全国、関東甲信越の気象情報）
（2024年7月1日 - 11月29日（月 - 金）：全国、関東甲信越の気象情報）
- ラジオ深夜便 - 「ワールドネットワーク」（リポーター、不定期）
- マイあさ！

（2021年10月30、31日：全国、関東甲信越の気象情報）
（2022年5月21日 - 2022年9月25日（土日祝のみ）：同）
（2023年2月28日、3月3、6、13、27日：同）
（2024年5月3日：同）
※出演時期により担当時間が異なる。詳細については、上記同番組の記事を参照。
- NHKきょうのニュース

（2024年4月21日：全国の気象情報）